# 王泽 (辽朝)
王泽（989年—1053年），字霑新，辽朝燕京人。
王泽喜好读书，开泰七年（1018年）进士。历任秘书省校书郎、营州军事判官。宣充枢密院令史。太平五年（1025年），为吏房令史，权主事。太平七年（1027年），出为武定军节度判官。入朝为都官员外郎，与翰林学士承旨陈邈充史馆修撰，霑新就是此时辽圣宗赐给他的表字。兼权大理少卿，改析津府判官，公平治理燕京。改任彰国军节度副使，督理盐务，赠收二万缗。
重熙五年（1036年），辽兴宗至燕京，他的儿子王纲进士及第，王泽被升任枢密副都承旨，加卫尉少卿，授都丞旨、夏州观察使。重熙六年（1037年），充任贺宋正旦副使，回国后数月，以本官知顺州军州事，加给事中、知副留守事，改授汉人行宫都部署司事，知详覆院事。和散骑常侍张渥主持析津贡举，为母丁忧，夺情起复。重熙十四年（1045年），知涿州军州事，授广德军节度使。次年，改为奉陵军节度使，不久致仕。回到燕京，笃信佛教，读法华经一千三百余部。其妻李氏去世之后，十年没有娶继室。重熙二十二年（1053年），去世，时年六十五岁。

## 家庭
- 祖父王让，父亲王英，都官至燕京染院使。
- 弟弟四人：
  - 王惟善，在班祗候，早卒
  - 王清，西头供奉官
  - 王滋，进士，右司郎中、史馆修撰
  - 王润，析津府文学

### 子孙
- 王纪
  - 王安裔
- 王纲